# Luca Paolini
Luca Paolini (Milaan, 17 januari 1977) is een Italiaans voormalig wielrenner. Zijn bijnaam is Gerva.

## Carrière
Paolini staat vooral bekend als de (voormalig) superknecht van Paolo Bettini. Hij heeft onder andere de semi-klassiekers Ronde van Piëmont, de Brabantse Pijl, de Omloop Het Nieuwsblad en de voorjaarsklassieker Gent-Wevelgem op zijn naam geschreven. Op het wereldkampioenschap van 2004 in Verona werd hij derde in de wegwedstrijd.
Verspreid over zijn carrière reed Paolini enkele malen de Ronde van Frankrijk en de Ronde van Spanje. In de Ronde van Spanje 2006 won hij een etappe. In 2013 deed Paolini op 36-jarige leeftijd voor het eerst mee aan de Giro d'Italia. Hierbij wist hij de derde etappe te winnen en ook de roze trui te veroveren. Hij droeg de trui vier dagen.
Tijdens de Ronde van Frankrijk 2015 mocht Paolini de achtste etappe in de Tour niet meer starten nadat hij op 10 juli 's avonds positief testte op het gebruik van cocaïne. Op 27 december 2015 maakte hij in een interview met de krant La Gazzetta dello Sport bekend verslaafd te zijn geraakt aan het gebruik van slaappillen. Na de dood van zijn broer in 2004 ging hij slaappillen gebruiken. Door het gebruik van slaappillen voelde hij zich minder helder en om dat tegen te gaan ging hij cocaïne gebruiken. Na zijn positieve test in de Tour, liet hij zich laten opnemen in een kliniek in Verona. Na een schorsing van achttien maanden kreeg hij geen nieuwe ploeg meer. Daarop zette hij in januari 2017 een punt achter zijn loopbaan.

## Overwinningen
1998
- GP Ezio del Rosso

1999
- GP Ezio del Rosso

2000
- 2e etappe Ronde van Argentinië
- 3e etappe Ronde van Normandië
- 1e etappe Ronde van de Toekomst

2001
- GP Lugano

2002
- Ronde van Piëmont

2003
- GP Beghelli

2004
- Brabantse Pijl

2005
- 3e etappe Ronde van Wallonië
- 3e en 6e etappe Ronde van Groot-Brittannië
- Puntenklassement Ronde van Groot-Brittannië

2006
- GP Città di Camaiore
- 12e etappe Ronde van Spanje

2007
- 1e etappe Driedaagse van De Panne-Koksijde

2008
- Trofeo Laigueglia
- Coppa Placci

2009
- 6e etappe Wielerweek van Lombardije
- Coppa Bernocchi
- Puntenklassement Driedaagse van De Panne-Koksijde

2010
- Puntenklassement Driedaagse van De Panne-Koksijde

2013
- Omloop Het Nieuwsblad
- 3e etappe Ronde van Italië

2015
- Gent-Wevelgem

## Resultaten in voornaamste wedstrijden
| Jaar | Ronde van Italië | Ronde van Frankrijk | Ronde van Spanje |
| ---- | ---------------- | ------------------- | ---------------- |
| 2000 |                  |                     |                  |
| 2001 |                  |                     | 106e             |
| 2002 |                  |                     |                  |
| 2003 |                  | 69e                 |                  |
| 2004 |                  |                     | opgave           |
| 2005 |                  |                     |                  |
| 2006 |                  | 100e                | opgave (1)       |
| 2007 |                  |                     |                  |
| 2008 |                  |                     |                  |
| 2009 |                  |                     |                  |
| 2010 |                  |                     |                  |
| 2011 |                  |                     | 135e             |
| 2012 |                  | 108e                |                  |
| 2013 | 59e (1)          |                     |                  |
| 2014 | 111e             | 136e                |                  |
| 2015 | 111e             | uitgesloten         |                  |

| Jaar | Milaan-San Remo | Gent-Wevelgem | Ronde van Vlaanderen | Parijs-Roubaix | Amstel Gold Race | Luik-Bast.‑Luik | Ronde van Lombardije | Parijs-Brussel | Omloop Het Nieuwsblad | Cyclassics Hamburg |  | WK op de weg |  | Wereldranglijsten |
| ---- | --------------- | ------------- | -------------------- | -------------- | ---------------- | --------------- | -------------------- | -------------- | --------------------- | ------------------ |  | ------------ |  | ----------------- |
| 2000 |                 |               |                      |                |                  |                 |                      |                |                       |                    |  |              |  |                   |
| 2001 |                 |               |                      |                | 27e              | opgave          |                      |                |                       | 33e                |  |              |  | 34e (UWB)         |
| 2002 | 64e             |               |                      |                | 80e              | 68e             |                      |                |                       | 135e               |  |              |  |                   |
| 2003 | ↑               |               | 39e                  |                | 17e              | opgave          |                      | 7e             |                       | 13e                |  | 8e           |  | 11e (UWB)         |
| 2004 | 83e             |               | 26e                  |                | 12e              | 69e             |                      |                |                       | 31e                |  | ↑            |  |                   |
| 2005 |                 |               |                      |                |                  |                 | 45e                  | 26e            |                       | ↑                  |  | 73e          |  | 61e (UPT)         |
| 2006 | ↑               |               | 32e                  |                | 58e              |                 |                      |                |                       | 14e                |  | 38e          |  | 53e (UPT)         |
| 2007 | 12e             | 19e           | ↑                    |                | 39e              |                 |                      | 19e            |                       |                    |  |              |  | 64e (UPT)         |
| 2008 |                 | 6e            |                      |                |                  |                 |                      | Brons          |                       |                    |  | opgave       |  |                   |
| 2009 | 9e              |               |                      |                |                  |                 | 4e                   | 36e            |                       |                    |  | 65e          |  | 70e (UWK)         |
| 2010 | 10e             | 10e           |                      | opgave         |                  |                 | opgave               | 48e            | 4e                    |                    |  | 38e          |  | 183e (UWK)        |
| 2011 | 122e            | 116e          | 57e                  | opgave         |                  |                 | 11e                  |                | 5e                    |                    |  | 106e         |  |                   |
| 2012 | 12e             | 24e           | 7e                   | 11e            | 109e             |                 | opgave               |                | 12e                   |                    |  | 75e          |  | 66e (UWT)         |
| 2013 | 5e              | 54e           | 23e                  | 21e            |                  |                 |                      |                | ↑                     |                    |  | opgave       |  | 65e (UWT)         |
| 2014 | 33e             | opgave        | 36e                  | 74e            |                  |                 |                      |                |                       |                    |  |              |  |                   |
| 2015 | 30e             | ↑             | 52e                  | 44e            |                  |                 |                      |                |                       |                    |  |              |  |                   |

## Ploegen
- 1998-GS BCS Computer
- 1999-BCS Frangi Eupilio
- 2000-Mapei-QuickStep
- 2001-Mapei-QuickStep
- 2002-Mapei-QuickStep
- 2003-Quick Step-Davitamon
- 2004-Quick Step-Davitamon
- 2005-Quick Step-Innergetic
- 2006-Liquigas
- 2007-Liquigas
- 2008-Acqua & Sapone-Caffè Mokambo
- 2009-Acqua & Sapone-Caffè Mokambo
- 2010-Acqua & Sapone
- 2011-Katjoesja
- 2012-Katjoesja
- 2013-Katjoesja
- 2014-Katjoesja
- 2015-Katjoesja